# شاهرخ تندرو صالح
شاهرخ تندرو صالح (زاده ۱۳۴۲، شیراز - )، نویسنده، شاعر، روزنامه‌نگار اهل ایران است.

## زندگی
او در مرداد ماه سال ۱۳۴۲ در محلّه سنگ سیاه شیراز زاده شد. پدرش استاد ناصر سنگتراش از معماران و سنگتراشان هنرمند شیراز بود که در ترمیم سازه‌های سنگی ابنیه‌ تاریخی شیراز سهیم بوده‌است. برخی کارهای ترمیم شده توسط او را می‌توان در مسجد وکیل شیراز، باغ ارم، سعدیه، حافظیه، شاهچراغ، مسجد نو و مسجد سید ابول وفا (ابوالوفا) دید.
کودکی اش را در محله لب آب، بازارچه حاجی زینل، بازارچه منصوریه و امامزاده ابراهیم گذراند. در دبستان اتابکان و شاهچراغ و صدرا دوره ابتدایی را گذراند. دوره راهنمایی را در مدرسه  اقلیدس گذراند.او از دبیرستان خیام شیراز دیپلم متوسطه گرفت . در سال ۱۳۶۰ تا ۱۳۶۲ دوره خدمت نظام وظیفه را در مناطق جنگی خدمت کرد و در زمستان سال ۱۳۶۲ به دانشگاه راه یافت.
در سال ۱۳۵۳ یازده ساله بود که پدرش در سانحه تصادف اتومبیل درگذشت. پس از آن به سرپرستی دایی بزرگش استاد حسن لطفعلی پور به کتابفروشی پرداخت. دوران دبیرستان ضمن تحصیل در کتابفروشی ایفل در محله فخرآباد مشغول بکار بود. خانواده مادری او از خاندان علمدار شیرازند. خاندان علمدار خاندانی تاریخی در شیراز هستند که در محله علمدار سکونت داشته‌اند. مسجد علمدار از بقایای این محله است. مادر بزرگش نیز از مکتب داران قدیم شیراز بود. مادرش  معصومه لطفعلی پور از شاعران  و لالایی سرایان نام‌آور شیراز است.
او در دانشکده ادبیات دانشگاه فردوسی مشهد جغرافیا و برنامه‌ریزی شهری خوانده‌است. با یاری استاد محمد قهرمان در کتابخانه دانشکده ادبیات به جمع کتابداران کتابخانه می‌پیوندد. هم‌زمان با رادیو مشهد نیز کار می‌کند. پس از فارغ‌التحصیلی به همکاری آزاد با رادیو و مطبوعات ادامه می‌دهد.
در دهه هفتاد از مدرسان انجمن سینمای جوان شیراز بود و گزارش‌نویسی و فیلم‌نامه‌نویسی تدریس می‌کرد. در مرکز انفورماتیک و مطالعات توسعه وابسته به سازمان برنامه و بودجه استخدام شد. در زمان اشتغال در مرکز انفورماتیک، مسئولیت مطالعات میدانی و تدوین تک نگاری‌های پایه‌ای برای برنامه دوم توسعه استان‌های فارس و کهگیلویه و بویر احمد را بر عهده داشت. در این دوره تدوین طرح‌های مراکز فرهنگی و توریسم، جوامع روستایی، آموزش و پرورش، خطوط راه‌ها و بهداشت و درمان را به انجام رسانده‌است. با همیاری مهندس سید حمید مزارعی، نخستین طرح‌های کمپینگ توریسم و اکوتوریسم در فارس و کهگیلویه و بویراحمد را به تصویب رساندند. طی سال‌های ۱۳۷۳ تا ۱۳۷۵ فصلنامه فرهنگ فارس را سردبیری می‌کرد. او خاطراتی دلنشین از محلات قدیم شیراز را همراه با عکس‌هایی بکر از شیراز قدیم در مجموعه سه جلدی شیراز و شیرازی‌ها آماده انتشارساخته است.
در سال ۱۳۹۲ مفاهیم روزآمد شهروندی را با محوریت حقوق، فرهنگ عمومی و آموزش شهروندی طراحی نمود و بخش‌های مرتبط با کتاب، ادبیات و حقوق شهروندی را در سرویس‌های روزنامه شهروندی وابسته به هلال احمر پی گرفت.
او اکنون در سازمان فرهنگی هنری شهرداری تهران شاغل است. پس از دوم خرداد در روزنامه‌های آفتاب امروز و شرق نخستین گفتگوهایش با نویسندگان مهاجر ایرانی به انتشار رسید. او در حوزه شعر و داستان و پژوهش‌های انتقادی حوزه ادبیات و فرهنگ عمومی آثاری منتشر کرده‌است. شعرهای او اجتماعی با مضامین انتقادی و اعتراضی است. سه مجموعه شعر از او منتشر شده‌است. مجموعه شعر هفته عاشق او در محاق توقیف ماند.
آخرین اثر منتشر شده او کتاب نگره‌شناسی نقد ادبی در ایران معاصر است که در آن به دو محور مسئله‌شناسی و آسیب‌شناسی ادبیات ایران پس از انقلاب پرداخته‌است. گفتگوهای این کتاب از گفتگوهای بیاد ماندنی در ادبیات معاصر است. او همچنین در سال ۱۳۸۰ خورشیدی دستیار کریستف بالایی برای تدوین کتابشناسی انتقادی ادبیات معاصر ایران بود. او پژوهشی پیرامون ادبیات مهاجرت ایران را به انجام رسانده‌است. داستان‌های کوتاه او روایت تیرگی‌های واقعیت و تحلیل ژرفساخت زندگی ایران پس از انقلاب و جنگ است. طنزهای تلخ او را می‌توان در مجموعه داستان طنز جامعه خیلی مدنی مرور کرد.
پژوهش او با نام ادبیات مهاجرت ایران سالیان سال است که در انتظار مجوز انتشار است. این پژوهش در بردارنده سلسله مقالاتی با موضوع ادبیات مهاجرت، دیدگاه نویسندگان مهاجر ایران دربارهٔ تأثیر مهاجرت بر آثار ادبی و موضوعات مرتبط با نویسندگی در مهاجرت است. او در روزنامه شرق نویسنده ستون "نوشتن در سرزمین دیگران " بود. برخی از گفتگوهای او با نویسندگان مهاجر ایران در روزنامه‌های ایران سبب شد تا موضوع ادبیات و مهاجرت در روزنامه‌ها و مجلات ایران جای خود را باز کند.
او نویسنده‌ای علاقمند به شهر شیراز است و سایه روشن‌هایی جذاب از نارنج و سرو و جذابیت‌های آدم‌ها و محلات قدیمی شیراز را روایت‌گری می‌کند.
او تحصیل در رشته مکانیک را ناتمام رها کرده‌است. دارای مدرک لیسانس در رشته جغرافیا از دانشکده علوم انسانی مشهد است. رمان «ما یک سر و گردن از تفنگ‌ها بلندتریم» از آثار اوست که انتشارات ققنوس منتشر کرده‌است. این رمان از جمله آثار داستانی اوست که چشم‌اندازی گسترده و عمیق از واقعیت‌های فرهنگ عمومی در جامعه ایران را به نمایش می‌گذارد. ماهنامه همشهری کتاب یک گفتگو دربارهٔ این رمان انجام داده که به زوایای مختلف رمان و ادبیات اجتماعی در ایران معاصر پرداخته‌است. این کتاب در نمایشگاه کتاب تهران ۱۳۹۳ جمع‌آوری شد.